# Fort Cumberland
 (août 2014).
Si vous disposez d'ouvrages ou d'articles de référence ou si vous connaissez des sites web de qualité traitant du thème abordé ici, merci de compléter l'article en donnant les références utiles à sa vérifiabilité et en les liant à la section « Notes et références ».
Fort Cumberland était un fort construit en 1754 sur la frontière, sur le site de la ville actuelle de Cumberland aux États-Unis. C'était un important poste militaire durant les guerres franco-amérindiennes (1754–63) et un endroit où se réfugia  George Washington après la défaite de Fort Necessity. Le fort a été construit à un endroit nommé Will Creek, près du fleuve Potomac à l'automne 1754 par les troupes de la milice du Maryland, sous le commandement du capitaine John Dagworthy et du colonel James Innes, le commandant en chef des forces coloniales à ce moment-là.

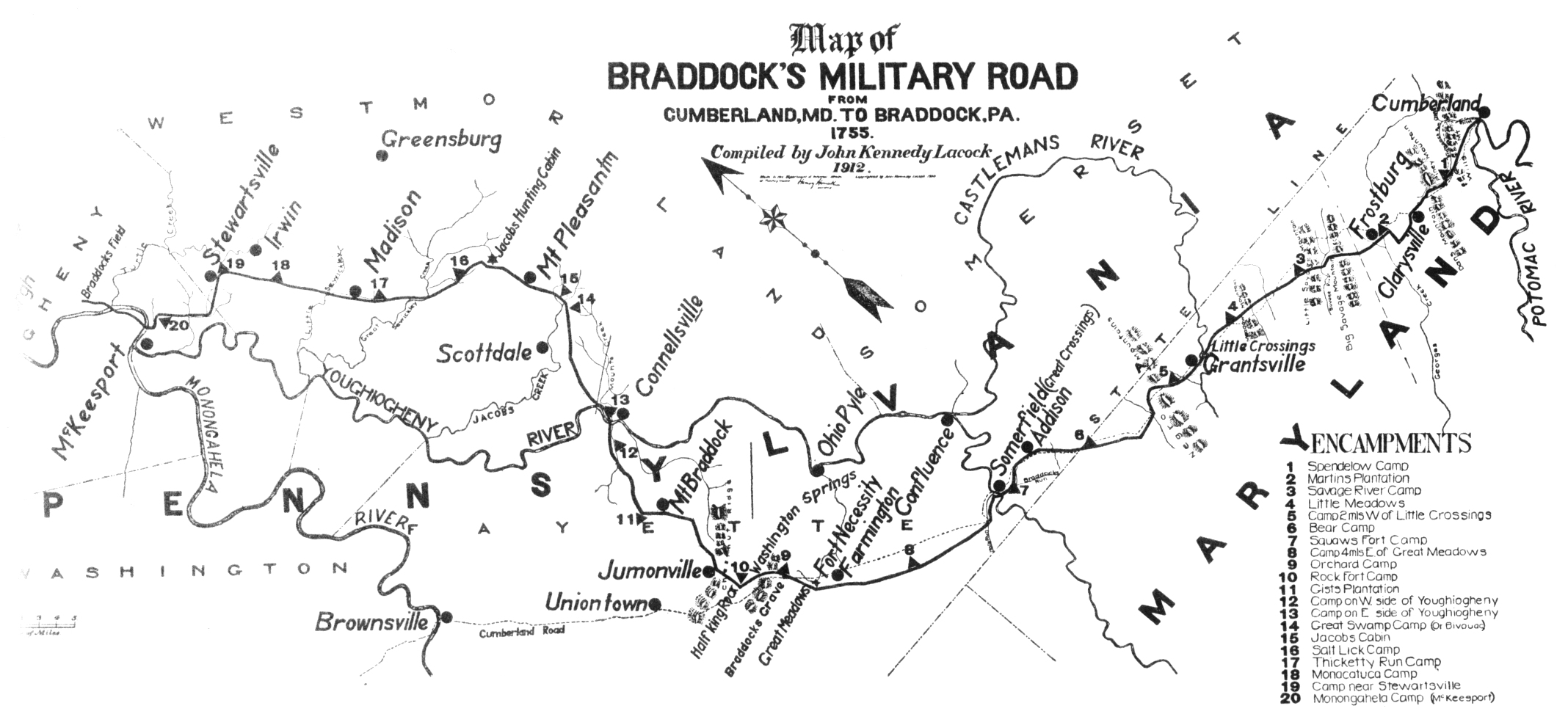
General Braddock's March

En 1755, le fort fut reconstruit et agrandi à 36,5 mètres par 122 mètres de longueur. Initialement nommé Fort Mount Pleasant, il a été rebaptisé Fort Cumberland en 1755 ; le fort est devenu un point de rassemblement pour les milices et les forces britanniques. C'était l'avant-poste le plus à l'ouest de l'Empire Britannique en Amérique. Washington et le capitaine Dagworthy se sont affrontés sur la question du rang militaire et quel officier colonial devait avoir le commandement : Washington était un major dans la milice de Virginie, dépassant le capitaine du Maryland, mais Dagworthy a répliqué que, parce qu'il a également occupé une commission royale en tant que capitaine dans l'armée régulière (armée britannique), il avait un grade supérieur à n'importe quel officier de la milice coloniale. Le jeune colonel du régiment de Virginie a renoncé à toute idée de démissionner de sa commission et au contraire s'empressa de rallier les forces de la colonie. Washington a reconnu que ses propres troupes et les Amérindiens alliés ne suffiraient pas à défendre la frontière ouest, demanda de l'aide financière, et commença à recruter des miliciens. Il s'installa au Fort Loudoun, construit en 1756, qui devint le quartier général des milices de Virginie dans le centre de l'actuel Winchester. Après des raids massifs franco-amérindiens sur la frontière nord de la Virginie, des colons se sont réfugiés jusqu'au hameau de Carlisle ; le Fort Augusta dans le comtéde Northumberland fut évacué, le fort fort Frederick, de style Vauban fut construit pour l'accueil des colons qui fuyaient les fréquentes attaques sur la frontière. Un fortin, nommé Fort Hunter, avec une garnison de miliciens fut construit à Harris Ferry (aujourd'hui Harrisburg), sur la rive est de fleuve Susquehanna.